# Ernst Bahnmeyer
Ernst Bahnmeyer (Gaggenau, Baden-Württemberg, 30 d'abril de 1888 - Mannheim, Baden-Württemberg, 16 de desembre de 1931) va ser un nedador alemany que va competir a primers del segle xx.
El 1906, als Jocs Intercalats, guanyà la medalla de plata en la prova dels relleus 4x250 metres lliures, formant equip amb Max Pape, Oskar Schiele i Emil Rausch. En la competició de la milla estil lliure fou sisè.